# Assistant Commandant of the Marine Corps

Flagge des ACMC

Der Assistant Commandant of the Marine Corps (ACMC; deutsch Stellvertretender Kommandant des Marinekorps) ist der erste Berater und Vertreter des Commandant of the Marine Corps (CMC).
Die Dienststellung des ACMC setzt den Dienstgrad eines Generals und die Zustimmung des US-Senats voraus.
Vor 1946 lautete der Titel des Postens Assistant to the Commandant of the Marine Corps. Für die Zeit vor 1918 wird in den Akten des USMC für diesen Posten nur die Beschreibung Duty in the office of the Commandant (dt. Dienst im Büro des Commandant) geführt. Vor dem Ersten Weltkrieg lässt sich dieser Posten nicht nachweisen. Dies ist wahrscheinlich damit zu begründen, dass der Commandant, des zu dieser Zeit wesentlich kleineren US Marine Corps, nur einen administrativen Stab und keine Stellvertreter hatte.

## Liste der Amtsinhaber

### Assistant Commandants of the Marine Corps
| Nr. | Name                                                    | Bild | Beginn der Berufung | Ende der Berufung  | Spätere Dienstposten |
| --- | ------------------------------------------------------- | ---- | ------------------- | ------------------ | --- |
| 37  | General Christopher J. Mahoney                          |      | 3. November 2023    |                    | |
| 36  | General Eric M. Smith                                   |      | 8. Oktober 2021     | 22. September 2023 | Commandant of the Marine Corps (2023–)                                                                                           |
| 35  | General Gary Thomas                                     |      | 4. Oktober 2018     | 7. Oktober 2021    | |
| 34  | General Glenn M. Walters                                |      | 2. August 2016      | 4. Oktober 2018    | |
| 33  | General John M. Paxton jr.                              |      | 15. Dezember 2012   | 2. August 2016     | |
| 32  | General Joseph F. Dunford                               |      | 22. Oktober 2010    | 15. Dezember 2012  | Befehlshaber der International Security Assistance Force; Commandant of the Marine Corps; Vorsitzender der Joint Chiefs of Staff |
| 31  | General James F. Amos                                   |      | 3. Juli 2008        | 22. Oktober 2010   | Commandant of the Marine Corps                                                                                                   |
| 30  | General Robert Magnus                                   |      | 8. September 2005   | 2. Juli 2008       | |
| 29  | General William L. Nyland                               |      | 10. September 2002  | 7. September 2005  | |
| 28  | General Michael J. Williams                             |      | 8. September 2000   | 9. September 2002  | |
| 27  | General Terrence R. Dake                                |      | 5. September 1998   | 7. September 2000  | |
| 26  | General Richard I. Neal                                 |      | 27. September 1996  | 4. September 1998  | |
| 25  | General Richard D. Hearney                              |      | 15. Juli 1994       | 26. September 1996 | |
| 24  | General Walter E. Boomer                                |      | 1. September 1992   | 14. Juli 1994      | |
| 23  | General John R. Dailey                                  |      | 1. August 1990      | 31. August 1992    | |
| 22  | General Joseph J. Went                                  |      | 1. Juli 1988        | 31. Juli 1990      | |
| 21  | General Thomas R. Morgan                                |      | 1. Juni 1986        | 30. Juni 1988      | |
| 20  | General John K. Davis                                   |      | 1. Juli 1983        | 31. Mai 1986       | |
| 19  | General Paul X. Kelley                                  |      | 1. Juli 1981        | 30. Juni 1983      | Commandant of the Marine Corps                                                                                                   |
| 18  | General Kenneth McLennan                                |      | 1. Juli 1979        | 30. Juli 1981      | |
| 17  | General Robert H. Barrow                                |      | 1. Juli 1978        | 30. Juli 1979      | Commandant of the Marine Corps                                                                                                   |
| 16  | Lieutenant General/ General Samuel Jaskilka             |      | 1. Juli 1975        | 30. Juni 1978      | |
| 15  | General Earl E. Anderson                                |      | 31. März 1972       | 30. Juni 1975      | |
| 14  | General Raymond G. Davis                                |      | 12. März 1971       | 30. März 1972      | |
| 13  | General Keith B. McCutcheon                             |      | 30. Januar 1971     | 11. März 1971      | (tatsächlich trat McCutcheon den Posten aufgrund von schwerer Krankheit niemals an)                                              |
| 12  | Lieutenant General/ General Lewis William Walt          |      | 1. Januar 1968      | 29. Januar 1971    | |
| 11  | Lieutenant General Leonard F. Chapman, Jr.              |      | 1. Juli 1967        | 31. Dezember 1967  | Commandant of the Marine Corps, Commissioner des Immigration and Naturalization Service                                          |
| 10  | Lieutenant General Richard C. Mangrum                   |      | 1. Juli 1965        | 30. Juni 1967      | |
| 9   | Lieutenant General Charles H. Hayes                     |      | 1. April 1963       | 30. Juni 1965      | |
| 8   | Lieutenant General John C. Munn                         |      | 1. Januar 1960      | 31. März 1963      | |
| 7   | Lieutenant General Verne J. McCaul                      |      | 1. Dezember 1957    | 31. Dezember 1959  | |
| 6   | Lieutenant General Vernon E. Megee                      |      | 1. Januar 1956      | 30. November 1957  | |
| 5   | Lieutenant General Randolph M. Pate                     |      | 1. Juli 1954        | 31. Dezember 1955  | Commandant of the Marine Corps                                                                                                   |
| 4   | Lieutenant General Gerald C. Thomas                     |      | 8. März 1952        | 1. Juli 1954       | |
| 3   | Major General/ Lieutenant General Merwin H. Silverthorn |      | 19. Juli 1950       | 1. Februar 1952    | |
| 2   | Major General Oliver P. Smith                           |      | 15. April 1948      | 19. Juli 1950      | |
| 1   | Major General Lemuel C. Shepherd, Jr.                   |      | 17. Oktober 1946    | 14. April 1948     | Commandant of the Marine Corps                                                                                                   |

### Assistants to the Commandant of the Marine Corps
| Nr. | Name                                               | Bild | Beginn der Berufung | Ende der Berufung  | Spätere Dienstposten |
| --- | -------------------------------------------------- | ---- | ------------------- | ------------------ | --- |
| 19  | Major General Allen H. Turnage                     |      | 1. September 1945   | 16. Oktober 1946   | Kommandierender General der Fleet Marine Force Pacific |
| 18  | Major General Dewitt Peck                          |      | 20. Januar 1944     | 30. Juli 1945      | |
| 17  | Keller E. Rockey                                   |      | 2. August 1943      | 17. Januar 1944    | |
| 16  | Brigadier General/ Major General Harry Schmidt     |      | 25. Mai 1942        | 1. August 1943     | |
| 15  | Brigadier General Ralph S. Keyser                  |      | 28. März 1942       | 24. Mai 1942       | |
| 14  | Brigadier General Charles D. Barrett               |      | 19. November 1941   | 12. März 1942      | |
| 13  | Colonel/ Brigadier General Alexander A. Vandegrift |      | 1. März 1940        | 18. November 1941  | Kommandierender General der 1. US-Marineinfanteriedivision, Kommandierender General des 1st Marine Amphibious Corps, Commandant of the Marine Corps                                                                       |
| 12  | Colonel Holland M. Smith                           |      | 1. April 1939       | 25. September 1939 | Kommandeur der 1st Marine Brigade/später 1. US-Marineinfanteriedivision, Kommandeur Amphibious Force, Atlantic Fleet, Kommandeur Amphibious Corps, Pacific Fleet/später V Amphibious Corps, Kommandeur Fleet Marine Force |
| 11  | Brigadier General Louis M. Little                  |      | 22. April 1935      | 6. Mai 1937        | |
| 10  | Brigadier General Douglass C. McDougal             |      | 8. April 1934       | 22. April 1935     | |
| 9   | Brigadier General John H. Russell, Jr.             |      | 1. Februar 1933     | 28. Februar 1934   | Commandant of the Marine Corps |
| 8   | Brigadier General John T. Meyers                   |      | 1. August 1930      | 1. Februar 1933    | |
| 7   | Brigadier General Ben H. Fuller                    |      | 2. Juli 1928        | 8. Juli 1930       | Commandant of the Marine Corps |
| 6   | Brigadier General Dion Williams                    |      | 1. August 1925      | 1. Juli 1928       | |
| 5   | Brigadier General Logan Feland                     |      | 13. Juli 1923       | 31. Juli 1925      | |
| 4   | Major General Wendell C. Neville                   |      | 14. August 1920     | 11. Juli 1923      | Commandant of the Marine Corps |
| 3   | Colonel/ Brigadier General Charles G. Long         |      | 11. September 1917  | 13. August 1920    | |
| 2   | Colonel/ Brigadier General John A. Lejeune         |      | 1. Januar 1915      | 10. September 1917 | Commandant of the Marine Corps |
| 1   | Lieutenant Colonel Eli K. Cole                     |      | 29. April 1911      | 1. Januar 1915     | |